# Geluidsniveaumeter

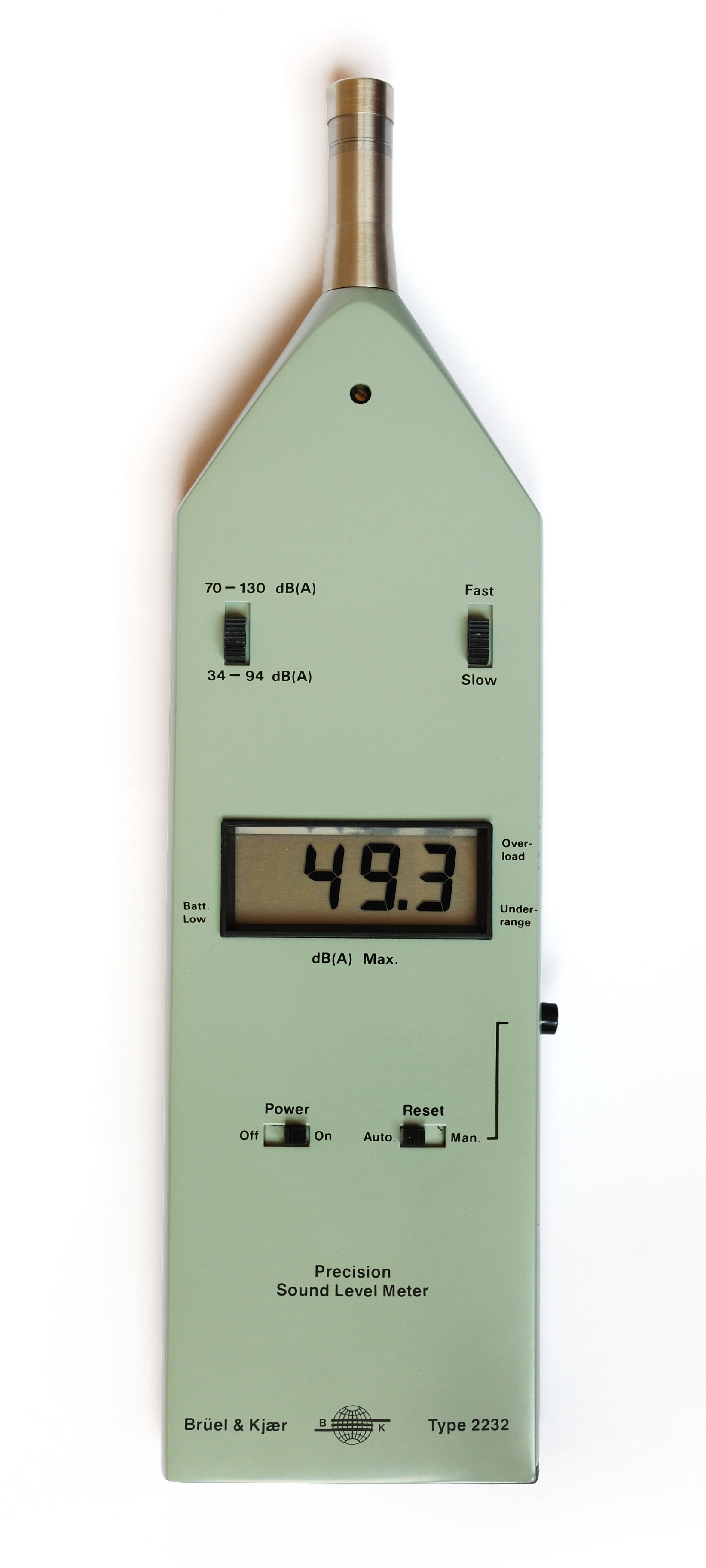
Een geluidsmeter klasse-1

Een geluidsniveaumeter of geluidsmeter is een meetinstrument om het geluidsniveau te meten. Het resultaat van de metingen wordt gepresenteerd in decibel. De afgelezen waarde van een geluidsmeter vertoont een beperkte correlatie met de luidheid of geluidshinder van het geluid, zoals een persoon die kan ervaren; die hangt af van veel andere factoren.
Een goede geluidmeter voldoet aan de norm IEC 61672-1:2013.

## Toepassing
Geluidsmeters worden onder andere toegepast in de volgende situaties:
- in de werkomgeving, om bijvoorbeeld te bepalen of normen voor arbeidsomstandigheden worden overschreden;
- in de woonomgeving, om te beoordelen of er overlast kan optreden door geluid van wegen, spoorlijnen, industrie, luchtvaart, etc.;
- bij horeca, om de hinder voor de omgeving te beperken;
- bij muziekoptredens of disco's, housepartys e.d., om te zorgen dat het publiek geen gehoorschade krijgt door te harde muziek.

## Elementen van een geluidsmeter
Het instrument bevat een microfoon, elektronica en een afleeseenheid, tegenwoordig meestal een lcd-scherm, in plaats van de vroeger gebruikte wijzerplaat.

## Het geluidsniveau
Het niveau dat door een geluidsniveaumeter wordt bepaald is een logaritmische maat, de logaritme van de verhouding tussen de actuele geluidsdruk en een internationaal vastgestelde referentiedruk volgens onderstaande formule:
{\displaystyle L_{\text{p}}=20\cdot {}^{10}\log \left({\frac {p}{0{,}00002}}\right)\mathrm {dB} }
In deze formule is
p de geluidsdruk in pascal (Pa) en
het getal 0,00002 (2 × 10−5) de referentiedruk in pascal.
De referentiedruk is gebaseerd op de gehoordrempel van een mens, die gemiddeld bij 1000 Hz de genoemde waarde heeft. Het geluidsniveau bij deze referentiedruk is derhalve per definitie 0 dB.

## Aflezen van het geluidsniveau
Op de meeste geluidsmeters kan direct het maximum of piek-niveau afgelezen worden. Dit is namelijk met de eenvoudigste (dus goedkoopste) geluidmeetapparatuur mogelijk. Voor de menselijke beleving van geluid, of om de totale geluidenergie te meten, is echter het "kwadratisch gemiddelde" (rms = root mean square) niveau over de tijd belangrijker. Als gedurende een bepaalde tijd wordt gemeten, geeft het piekniveau de hoogste waarde; het maximum is lager en het gemiddelde (rms) niveau is het laagst.

## Normen en kalibratie

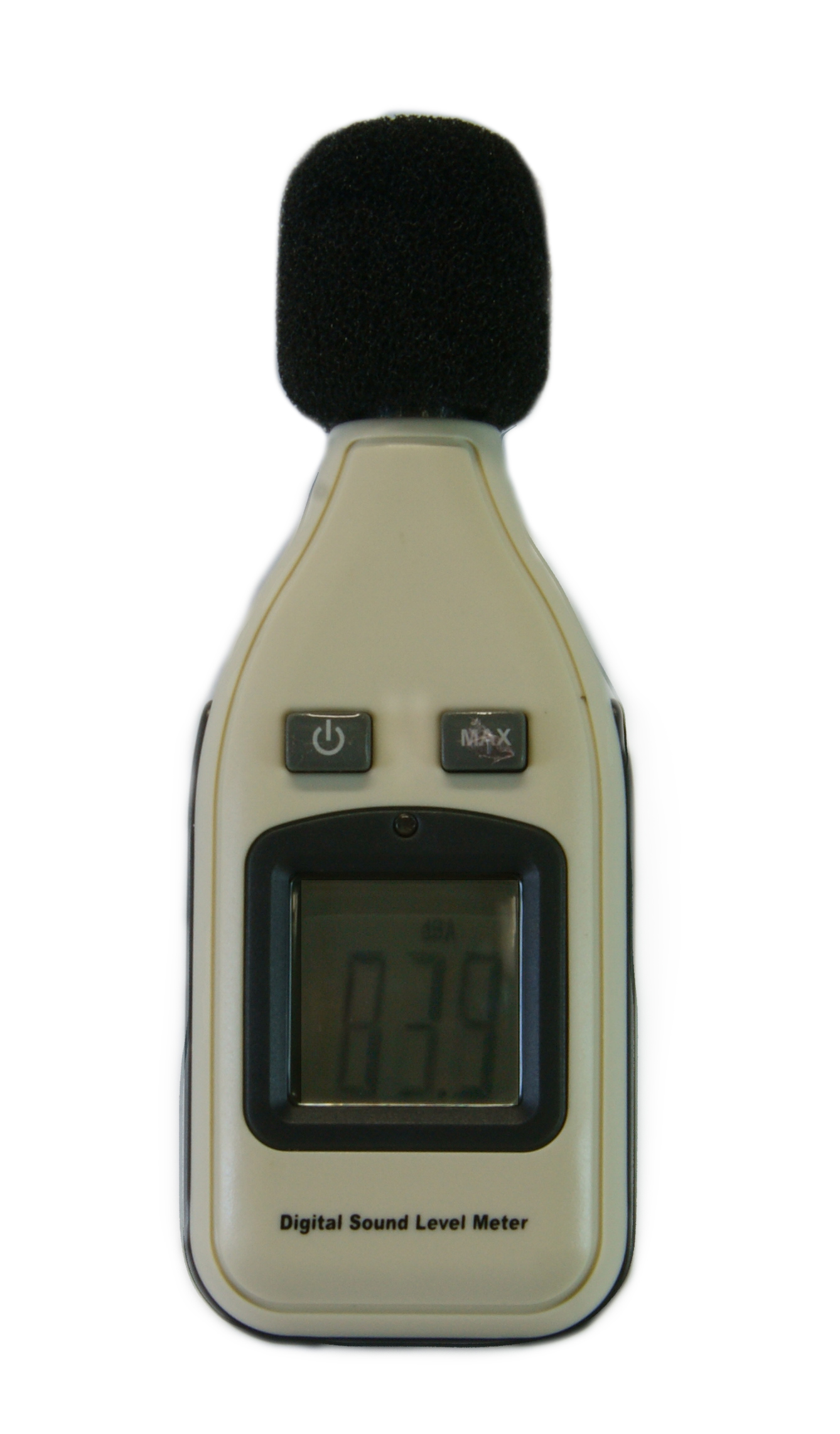
Een geluidsmeter waarschijnlijk klasse-2

De prestaties van geluidsmeters zijn gestandaardiseerd in internationale normen van de IEC. Er zijn twee klassen van nauwkeurigheid voor geluidmeters, namelijk klasse 1 en 2. De klasse-1-meters zijn geschikt voor nauwkeurige metingen, voor in een laboratorium of voor het vaststellen of de geluidsproductie voldoet aan wettelijke eisen of aan milieueisen. De klasse-2-meters zijn minder nauwkeurig, maar kunnen gebruikt worden om een indicatie te krijgen van het geluidsniveau. De meetfouten bij de klasse 1 en 2 meters zijn ±1 dBA en ±2 dBA respectievelijk. Klasse-1-meters zijn aanzienlijk duurder dan klasse-2-meters.
Om de nauwkeurigheid van de geluidsmeters te waarborgen, moeten deze regelmatig gekalibreerd worden. Tevens dient vlak voor de meting de werking van het apparaat gecontroleerd te worden met behulp van bijvoorbeeld een pistonfoon.
In de microfoon wordt de wisselende geluidsdruk die op het membraan van de microfoon terechtkomt, omgezet in een elektrische spanning. Voor het meten van geluid wordt altijd een integratietijd gebruikt, om het tijdsignaal uit de microfoon om te zetten naar een RMS-waarde, gemiddeld over een tijdspanne. De IEC heeft drie integratietijden gestandaardiseerd:
- slow (1 seconde)
- fast (125 milliseconden)
- impulse (35 milliseconden). Deze wordt weinig gebruikt, omdat het zelfs voor schietlawaai te snel is.

Typekeur van geluidsniveaumeters (Pattern approval)
Een van de moeilijkste vragen bij de keuze van een geluidsniveaumeter is “Hoe weet je dat deze voldoet aan de geclaimde standaard?” De IEC 61672, deel 2 tracht dit te beantwoorden door het concept van de typekeur. Een fabrikant dient instrumenten voor te leggen aan een nationaal laboratorium dat een van de meters test. Als deze test overeenkomt met wat opgegeven is, geeft het laboratorium een formele typekeur af. Als de meest gebruikelijke (en strengste) keuring wordt die van PTB in Duitsland beschouwd (Physikalisch-Technische Bundesanstalt).  Als een fabrikant niet ten minste één exemplaar van het model kan laten zien dat een dergelijke typekeur heeft, is er gegronde reden voorzichtig te zijn. De kosten voor de genoemde typekeur zijn zodanig hoog dat geen enkele fabrikant zijn complete range meters voor keuring zal aanbieden. Er zijn heel veel goedkope apparaatjes op de markt die zich voordoen als geluidsniveaumeters (vele kosten minder dan € 200,00), maar tot nu toe heeft geen enkele de opgegeven bewering kunnen bewijzen met een typekeur. Het gebruik van een dergelijke ‘meter’ kan tot gehoorschade leiden wegens mogelijke meetfouten.
Zelfs de meest nauwkeurige typegekeurde geluidsniveaumeters dienen geregeld gecontroleerd te worden op gevoeligheid; dit is wat de meeste mensen ‘kalibratie’ noemen. Om de gevoeligheid te controleren geeft PTB ook typekeur af voor geluidsniveaukalibratoren volgens de IEC 60942:2003 norm. In april 2008 zijn de eerste commerciële units formeel typegekeurd, zowel Klasse 1 als Klasse 2, met keuringsnummer PTB-1.61,4028829.
Deze kalibratoren bestaan uit een computergestuurde generator met extra sensoren voor de correctie van vochtigheid, temperatuur, batterijvoltage en statische druk. De output van de generator wordt gevoed door een transducer in een opening van ½ inch waarin de microfoon van de geluidsniveaumeter wordt geplaatst. Het akoestische geluidsniveau dat wordt gegenereerd is 94 dB (1 Pa) bij een frequentie van 1 kHz, waarbij alle frequentiewegingen dezelfde gevoeligheid hebben.

## Frequentie weging
Geluidsniveaumeters bevatten vaak een filter om een weging op de verschillende frequenties uit te voeren. Gebruikelijk is vooral de A-weging. Daarnaast zijn de B-weging en de C-weging internationaal gedefinieerd.